# Ленинское сельское поселение (Смоленская область)
Ле́нинское се́льское поселе́ние — муниципальное образование в составе Починковского района Смоленской области России.
Административный центр — деревня Лучеса.

## Географические данные
- Расположение: северная часть Починковского района
- Граничит:
  - на севере и северо-востоке — с Глинковским районом
  - на востоке — с Стригинским сельским поселением
  - на юго-востоке — с Климщинским сельским поселением
  - на юге — с Шаталовским сельским поселением
  - на юго-западе — с Даньковским сельским поселением
  - на западе — с Починковским городским поселением и Прудковским сельским поселением
  - на северо-западе — с Переснянским сельским поселением
  - на севере — с Лосненским сельским поселением

По территории поселения проходит автодорога Р96 Починок — Спас-Деменск
На территории поселения находится хутор Загорье — родина великого русского поэта Александра Трифоновича Твардовского.

## История
Образовано Законом Смоленской области от 28 декабря 2004 года. Законом Смоленской области от 20 декабря 2018 года в Ленинское сельское поселение к 1 января 2019 года были включены все населённые пункты упразднённых трёх сельских поселений: Климщинского, Стригинского и Шмаковского.

## Население
| 2007  | 2011 | 2012 | 2013  | 2014  | 2015 | 2016 |
| ----- | ---- | ---- | ----- | ----- | ---- | ---- |
| 1126  | ↘971 | ↘960 | ↗969  | ↘940  | ↘939 | ↗972 |
| 2017  | 2018 | 2019 | 2020  | 2021  |      |      |
| ↗1002 | ↘951 | ↘920 | ↗2160 | ↘1712 |      |      |

## Населённые пункты
На территории поселения находятся 57 населённых пунктов:
| №  | Населённый пункт | Тип     | Население |
| -- | ---------------- | ------- | --------- |
| 1  | Аблезки          | деревня | 2         |
| 2  | Ананьино         | деревня | 5         |
| 3  | Аняково          | деревня | 0         |
| 4  | Барановка        | деревня | 1         |
| 5  | Белик            | деревня | 138       |
| 6  | Белое            | деревня | 13        |
| 7  | Бердибяки        | деревня | 14        |
| 8  | Бесищево         | деревня | 50        |
| 9  | Бобыново         | деревня | 154       |
| 10 | Бор              | деревня | 7         |
| 11 | Боровка          | деревня | 0         |
| 12 | Боровское        | деревня | 39        |
| 13 | Борок            | деревня | 8         |
| 14 | Бояды            | деревня | 24        |
| 15 | Бырковка         | деревня | 0         |
| 16 | Веселовка        | деревня | 0         |
| 17 | Гарбузовка       | деревня | 0         |
| 18 | Городок          | деревня | 0         |
| 19 | Докудово         | деревня | 23        |
| 20 | Ивановка         | деревня | 6         |
| 21 | Климщина         | деревня | 220       |
| 22 | Кононово         | деревня | 8         |
| 23 | Красиловка       | деревня | 169       |
| 24 | Кукуево          | деревня | 10        |
| 25 | Луговатое        | деревня | 8         |
| 26 | Лучеса           | деревня | 526       |
| 27 | Мавринское       | деревня | 2         |
| 28 | Марьино          | деревня | 185       |
| 29 | Никульчино       | деревня | 1         |
| 30 | Ольговка         | деревня | 14        |
| 31 | Павлово          | деревня | 6         |
| 32 | Петрищево        | деревня | 0         |
| 33 | Пирьково         | деревня | 11        |
| 34 | Подборье         | деревня | 0         |
| 35 | Подмостки        | деревня | 1         |
| 36 | Птахино          | деревня | 5         |
| 37 | Путятино         | деревня | 1         |
| 38 | Радышково        | деревня | 28        |
| 39 | Рудня            | деревня | 3         |
| 40 | Саловка          | деревня | 13        |
| 41 | Сельцо           | деревня | 77        |
| 42 | Сергеево         | деревня | 9         |
| 43 | Станьково        | деревня | 16        |
| 44 | Стомятское       | деревня | 8         |
| 45 | Стригино         | деревня | 397       |
| 46 | Тереховщина      | деревня | 1         |
| 47 | Толпеки          | деревня | 0         |
| 48 | Тюри             | деревня | 18        |
| 49 | Урубок           | деревня | 10        |
| 50 | Харинка          | деревня | 11        |
| 51 | Хмара            | деревня | 7         |
| 52 | Хморка           | деревня | 2         |
| 53 | Чернавка         | деревня | 0         |
| 54 | Шиловка          | деревня | 8         |
| 55 | Шмаково          | деревня | 189       |
| 56 | Шпунты           | деревня | 8         |
| 57 | Шумаево          | деревня | 19        |

### Упразднённые населённые пункты
- деревня Обухово

## Местное самоуправление
Главой поселения и Главой администрации является Изаков Анатолий Иванович  (недоступная ссылка).

## Экономика
2 сельхозпредприятия.